# Jocs Asiàtics de 2018
Els Jocs Asiàtics 2018 van ser la 18ª edició dels Jocs Asiàtics, una competició multiesportiva celebrada a Indonèsia des del 18 d’agost al2 de setembre de 2018. Hi van estar representats 40 esports i disciplines. Amb 11.720 atletes participants, és el segon esdeveniment poliesportiu més gran que existeix, després dels Jocs Olímpics.
Per primera vegada, els Jocs van tenir lloc a dues ciutats, Jakarta i Palembang. Les dues províncies que envolten Jakarta, Banten i Java Occidental, també van participat subministrant material esportiu. Inicialment, era la ciutat de Hanoi l'escollida el 2012, en detriment de Surabaya, per als Jocs previstos per al 2019, però finalment va abandonar el 2014 per motius econòmics. El setembre de 2015, el Consell Olímpic d'Àsia (COA) va decidir que aquests Jocs tindrien lloc per primera vegada a dues ciutats diferents, però amb la condició que Jakarta continués sent la principal ciutat amfitriona, amb les cerimònies d'obertura i clausura, la vila olímpica principal i connexió aèria ràpida entre els dos llocs, amb 45 minuts de vol. Palembang va acollir 11 dels 34 esports a la ciutat esportiva de Jakabaring. A Jakarta, l'estadi Gelora-Bung-Karno era l'estadi principal, especialment per a les cerimònies.
La Xina va liderar el medallar per desena vegada consecutiva. El torneig femení de bàsquet va acollir un equip unificat de Corea amb nou jugadores del sud i tres del nord, que van guanyar destacadament a Indonèsia. La nedadora japonesa Rikako Ikee va ser declarada millor atleta dels Jocs amb 8 d’or i 2 de plata. Sis rècords mundials, 18 jocs asiàtics i 86 asiàtics es van batre durant els Jocs.

## Designació de la ciutat d’acollida
El COA tenia previst inicialment organitzar aquests Jocs el 2019 en lloc del 2018, de manera que els Jocs Asiàtics es fessin l’any anterior als Jocs Olímpics d’estiu de 2020, no dos anys abans. Després de concedir-se a Indonèsia, el país va sol·licitar la celebració d’aquests Jocs un any abans per tal d’evitar la superposició de les eleccions presidencials del 2019. Així, els següents Jocs, que inicialment tenien lloc el 2023, també s'organitzaran un any abans, a Hangzhou el 2022.

### Primera candidatura i elecció d'Hanoi
| Resultats de l'elecció de la ciutat organitzadora | Resultats de l'elecció de la ciutat organitzadora | Resultats de l'elecció de la ciutat organitzadora |
| Ciutat candidata                                  | País                                              | Vots                                              |
| ------------------------------------------------- | ------------------------------------------------- | ------------------------------------------------- |
| Hanoi                                             | Vietnam                                           | 29                                                |
| Surabaya                                          | Indonèsia                                         | 14                                                |
| Dubai                                             | Emirats Àrabs Units                               | Retirada                                          |

Hanoi a Vietnam va ser escollida inicialment per ser la ciutat amfitriona dels Jocs. Competia amb Surabaya, Indonèsia. Hanoi va obtenir l'organització dels Jocs amb 29 vots, mentre que Surabaya només en tenia 14. Dubai, que s'esperava que seria candidat, es va retirar a l’últim moment i va anunciar la seva intenció de centrar-se en les oportunitats futures. El vicepresident del Comitè Olímpic Nacional dels Emirats Àrabs Units va negar qualsevol retirada i va afirmar que Dubai "no havia sol·licitat l'organització dels Jocs Asiàtics del 2019" i "només s'havia plantejat" fer-ho.
La capacitat del Vietnam per organitzar els Jocs es va qüestionar ràpidament. El pressupost inicial de 150 milions de dòlars es va considerar poc realista. Doncs el 17 d’abril de 2014, El primer ministre vietnamita, Nguyễn Tấn Dũng, va anunciar oficialment la retirada de Hanoi, citant la manca de preparació i la recessió econòmica com a principals motius i dient que "ara el país no podia pagar la construcció d'instal·lacions i llocs". Molts vietnamites van recolzar aquesta decisió. El COA va decidir no imposar cap pena després d'aquesta retirada.

### Designació de Jakarta i Palembang
Després de la retirada de Hanoi, el COA va dir que Indonèsia, la Xina i els Emirats Àrabs Units eren els principals candidats a assumir l'organització dels Jocs. Indonèsia era àmpliament considerada com la favorita, la ciutat de Surabaya havia estat finalista en l'anterior candidatura. Filipines i l'Índia van expressar el seu interès per organitzar els Jocs. En absència d'un acord del primer ministre Narendra Modi, i malgrat un termini addicional concedit pel COA, l'Índia finalment no va presentar cap candidatura.
El 5 de maig de 2014, el COA va visitar diverses ciutats indonesies, incloses Jakarta, Surabaya, Bandung i Palembang. Surabaya finalment va decidit retirar la seva candidatura per centrar-se en la celebració Jocs asiatiques de la joventut de 2021, pel qual la ciutat havia obtingut l'organització el 2012. El 25 de juliol de 2014, en una reunió a Kuwait, el COA va designar Jakarta com la ciutat amfitriona, amb Palembang com a auxiliar. Jakarta va ser escollida a causa de les seves instal·lacions esportives preexistents, xarxes de transport adequades i altres instal·lacions, inclòs el gran nombre d'hotels propers als llocs. El 20 de setembre de 2014, Indonèsia va signar el contracte com a la ciutat amfitriona i durant la cerimònia de cloenda dels Jocs Asiàtics de 2014 a Incheon, Indonèsia va ser designada simbòlicament per la COA per acollir els propers Jocs.

## Organització i preparació

### Logotip i mascotes

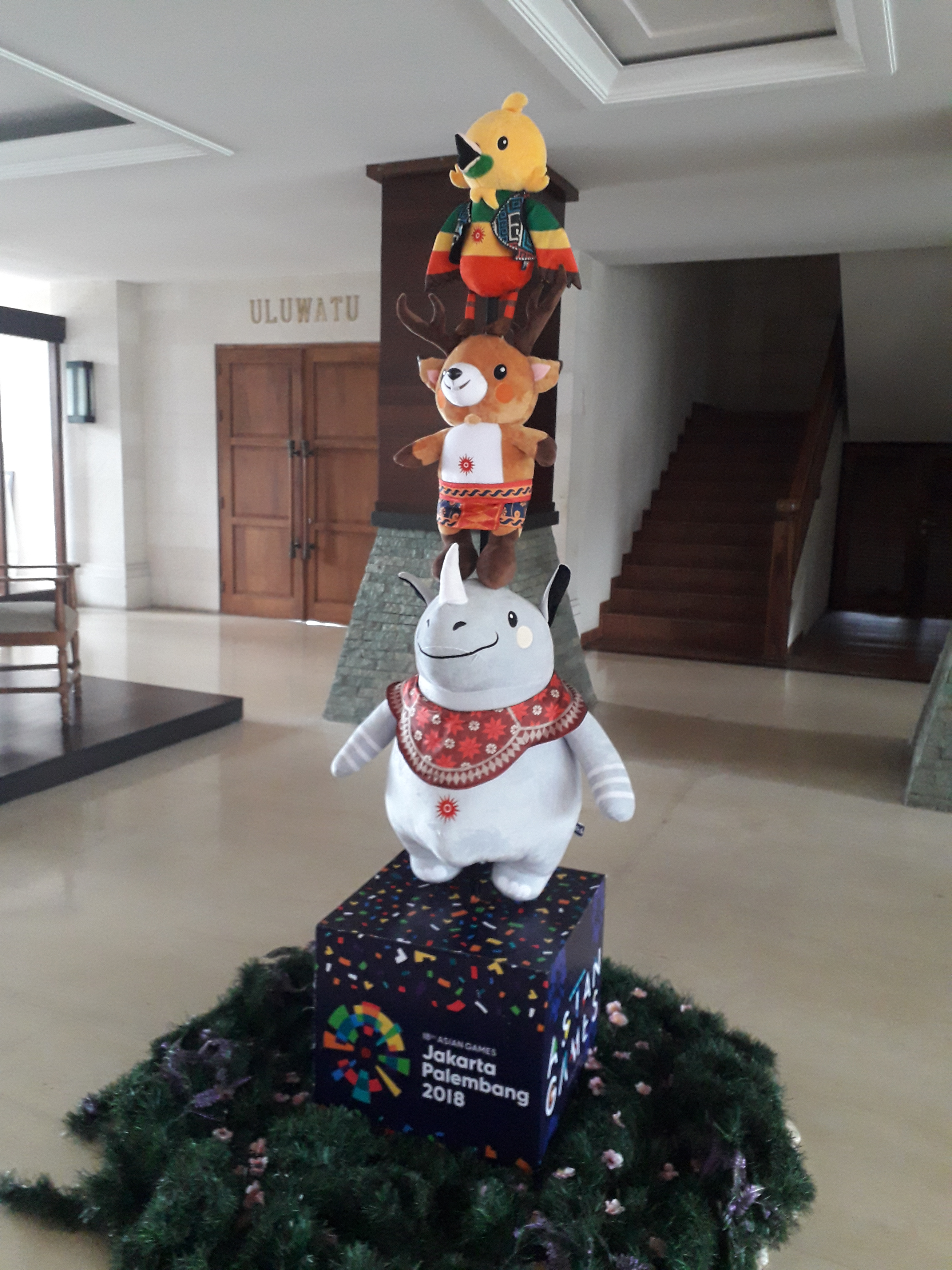
Bhin Bhin, Kaka i Atung, mascotes dels Jocs Asiàtics del 2018.

Tres noves mascotes es van presentar després de les crítiques al primer intent: Bhin Bhin, un ocell del paradís, Atung, un cérvol bawean i Kaka, un rinoceront de Java. Representen les regions d’Indonèsia oriental, central i occidental. Cadascun també simbolitza una qualitat: estratègia, velocitat o força. Els vestits de les mascotes reflecteixen els teixits tradicionals; Bhin Bhin porta un armilla amb dissenys Asmat, Atung porta un Sarong amb dissenys Batik i Kaka porta un Songket amb dissenys florals. Els seus noms deriven de la moneda nacional d'Indonèsia, "Bhinneka Tunggal Ika".
Es va donar a conèixer el disseny de les medalles el juliol de 2018. Utilitzen patrons de batik i reflecteixen la unitat i la diversitat de les cultures indonèsia i asiàtica.

### Relleu de la torxa

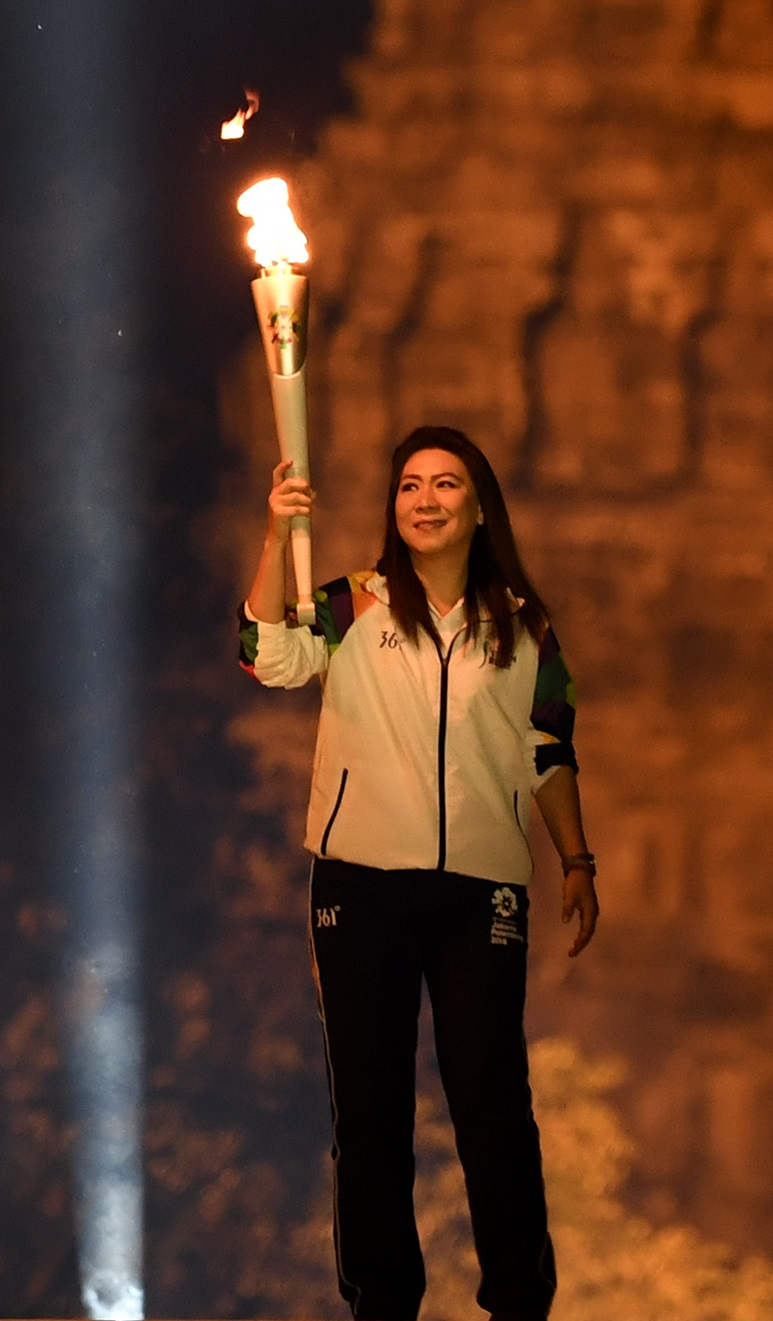
L'excampiona de bàdminton Susi Susanti portant la torxa a Yogyakarta.

El 10 de maig de 2018, 100 dies abans de l'obertura dels Jocs, es va fer públic el disseny de la torxa. S'inspira en un golok, una arma tradicional originària de Jakarta i Palembang.
El relleu de la torxa va començar el 15 de juliol de 2018 a Nova Delhi, ciutat amfitriona dels primers jocs asiàtics, el 1951. La torxa es van encendres des d’un mirall cap al sol. El 18 de juliol, es va organitzar una cerimònia al temple de Prambanan, prop de Yogyakarta. La flama de l'Índia es va combinar amb una flama de la flama eterna natural de Mrapen a la regió de Java Central. Llavors es va oferir un concert per marcar l'inici del relleu de la torxa olímpica a l'arxipèlag indonesi.
La torxa va passar per 54 ciutats de 18 províncies diferents. El relleu de la torxa va cobrir una distància de 18.000 km i va acabar el 17 d'agost, aniversari de la proclamació d'independència d'Indonèsia, al Monumen Nasional de Jakarta.

## Recintes i infraestructures esportives

### Llocs
Els Jocs van requerir la construcció o renovació d’infraestructures esportives a 4 províncies d’Indonèsia: Jakarta, Sumatra del Sud, Banten i Java Occidental. Amb l'objectiu de reduir els costos, el comitè organitzador volia aprofitar al màxim les instal·lacions i infraestructures esportives existents, en particular les construïdes per als Jocs del sud-est asiàtic del 2011. Es van construir o renovar un total de 80 llocs de competició i d'entrenament.

#### Jakarta

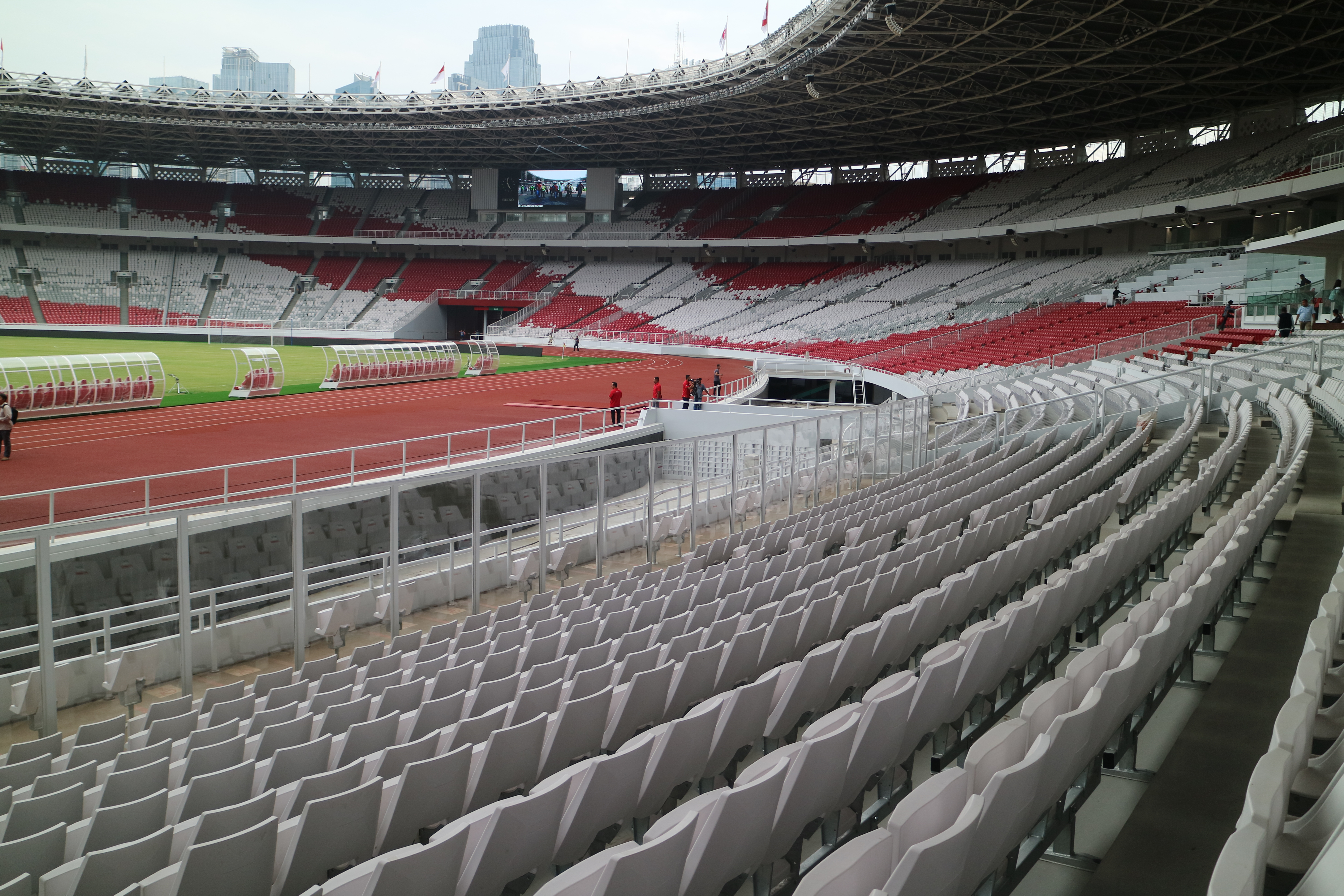
L'estadi del renovat complex Gelora Bung Karno.

El complex esportiu Gelora Bung Karno de Jakarta va acollir 13 disciplines. L'estadi principal, construït el 1962, va estar renovat per als Jocs, substituint la seva graderia existent perquè cada espectador tingués un seient. La capacitat es va reduir així a 76.127 espectadors. El treball també va permetre afegir nova il·luminació LED i un nou sistema de so.

#### Palembang

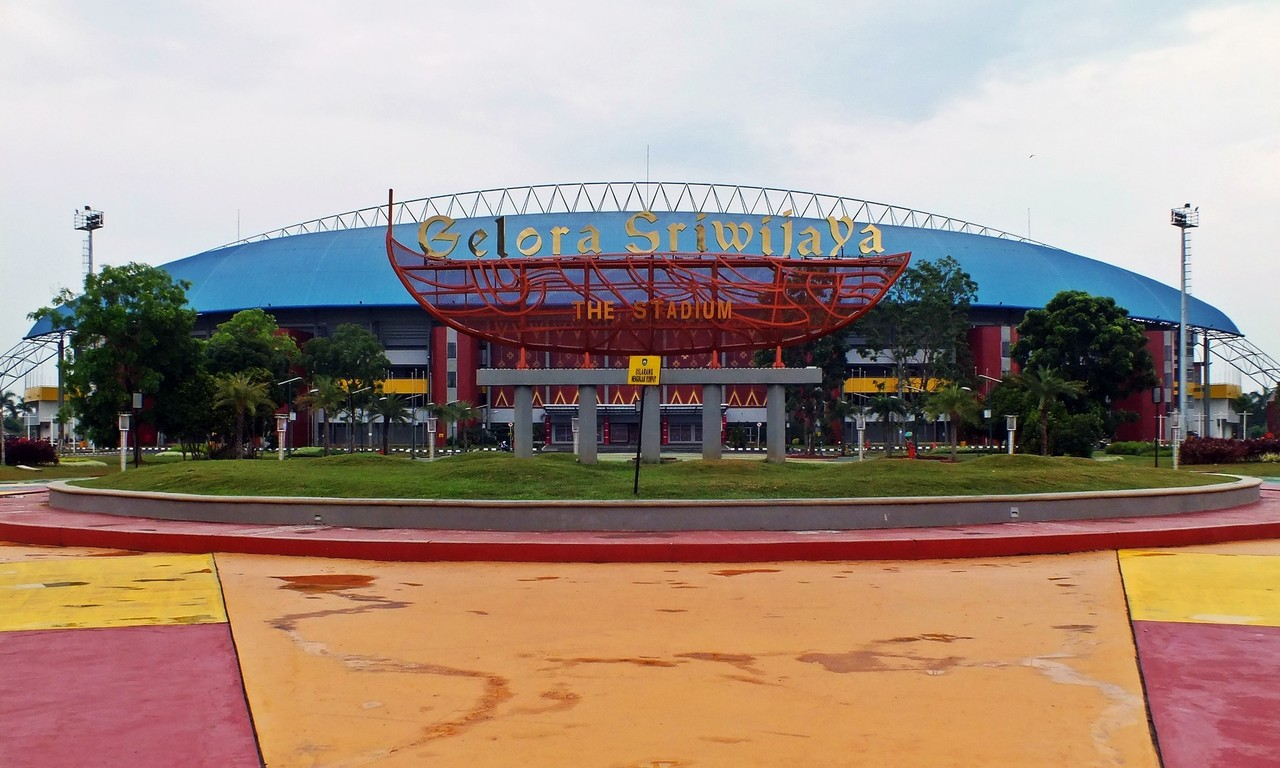
L'estadi Gelora Sriwijaya de Palembang.

El complex Jakabaring Sport City de Palembang ja existia abans dels Jocs. Es van considerar diverses vies per renovar el complex en el marc dels Jocs, en particular augmentar la capacitat de l'estadi Gelora Sriwijaya de 36.000 a 60.000 seients. Aquesta pista va ser finalment abandonada i, al contrari, la capacitat es va reduir a 23.000 persones després de la instal·lació de seients individuals a totes les grades de formigó de l'estadi. Als efectes dels Jocs, es va construir un complex de bitlles de 40 carrils el maig de 2018. També es van construir vuit pistes de tennis addicionals. La longitud de la canoa i el lloc de rem del llac Jakabaring es van ampliar fins als 2300 metres, amb noves instal·lacions de rem i una tribuna construïda al costat del llac. També es van renovar altres locals existents, en particular el Pavelló Esportiu de Ranau, lloc dels esdeveniments de sepak takraw.

## Jocs

### Cerimònia d'apertura

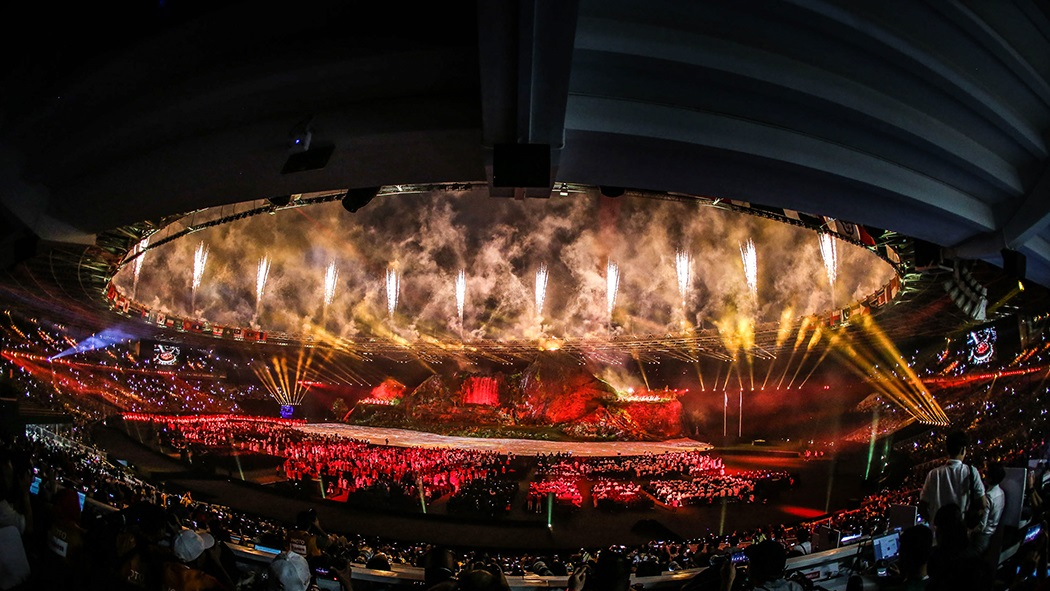
Cerimònia d'apertura.

L’acte d’inauguració va començar a les 19:00 (UTC + 07:00) el dissabte 18 d'agost de 2018. Wishnutama Kusubandio, CEO de la xarxa de televisió indonesia NET. va ser el director artístic de la cerimònia. La decoració de la cerimònia consistia en una falsa muntanya de 26 metres d’alçada, adornada amb una cascada. El paisatge es va completar amb plantes i flors representatives de la flora de l'arxipèlag indonesi. Atletes de Corea del Nord i Corea del Sud van marxar junts sota la bandera de la unificació de Corea. Va ser la primera vegada en 12 anys que els atletes de les dues Corees van desfilar junts.
Els jocs van ser inaugurats oficialment pel president d'Indonèsia, Joko Widodo.

### Esports

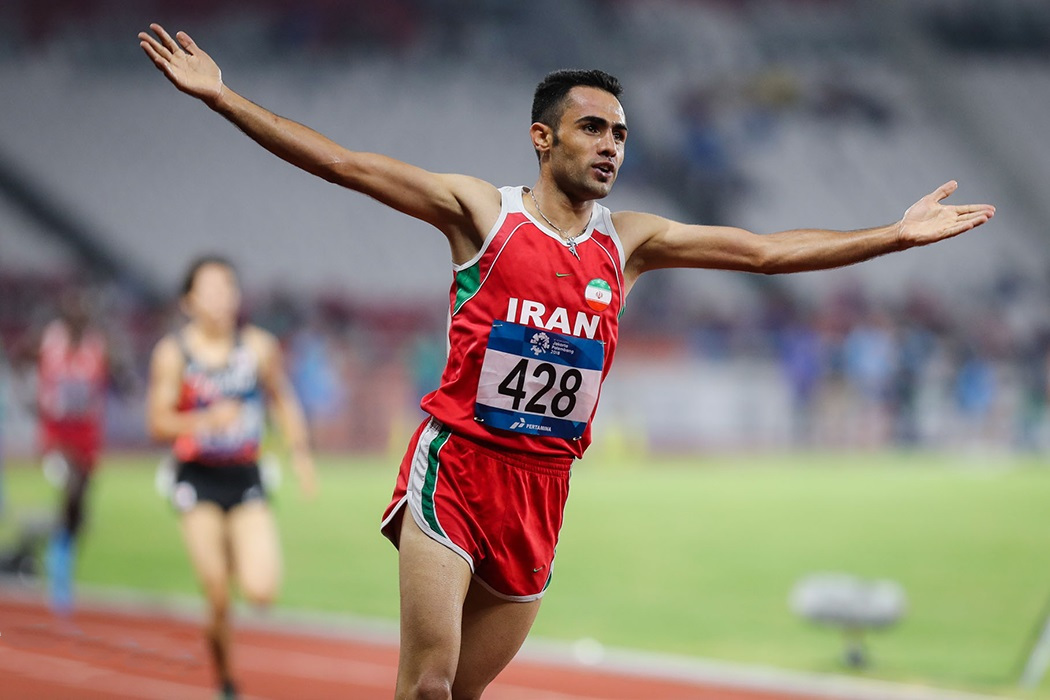
Hossein Keyhani, guanyador de la carrera de 3.000 m.

El març de 2017, el Consell Olímpic d'Àsia va anunciar que els Jocs comptarien amb 484 esdeveniments en 42 esports, inclosos els 28 esports olímpics permanents disputats als Jocs Olímpics d'estiu de 2016, així com els cinc esports addicionals que es disputaran als Jocs Olímpics d'Estiu de 2020 a Tòquio. El programa també es complementava amb altres esports no olímpics. L'abril 2017, el COA va aprovar una reducció del nombre d'esdeveniments per reduir el pressupost total dels Jocs, que va quedar en un total de 431 esdeveniments en 36 esports.
El programa final es va presentar el setembre de 2017, amb un total de 465 proves en 40 disciplines. Per tant, és la segona edició més important dels Jocs Asiàtics quant a esdeveniments. Al programa s'hi havien afegit disciplines addicionals, previstes per a la presentació als Jocs Olímpics d’estiu del 2020, incloent bàsquet 3x3 i BMX Freestyle.
Per primera vegada en la història dels Jocs Asiàtics, l'e-Sport i el caiac polo s'introduien com a esports de demostració. Sis títols de videojocs van ser seleccionats per als esdeveniments esportius electrònics, en particular els jocs Pro Evolution Soccer 2018, Clash Royale o League of Legends.
| - Arts marcials - Ju-jitsu - Kurash - Sambo - Silat - Wu-Shu - Atletisme - Badminton - Beisbol - Beisbol - Softbol - Basketbol - 5x5 - 3x3 - Bowling (resultats) - Boxa - Bridge | - Ciclisme - BMX - Cross-country - Ciclisme en ruta - Ciclisme en pista - Equitació - Doma - Concurs complet - Salt a cavall - Escalada de velocitat - Esgrima - Esport de taula - Patinatge de velocitat - Skateboard - Futbol | - Gimnàstica (resultats) - Gimnàstica artística - Gimnàstica rítmica - Gimnàstica de trampolí - Golf - Halterofília - Handball - Hoquei sobre herba - Judo (resultats) - Kabaddi - Karate (resultats) - Lluita - Motonàutica - Piragüisme - Natació - Natació - Natació sincronitzada - Salts - Waterpolo | - Parapent - Pentatló modern - Rem - Rugbi a 7 - Sepak takraw - Squash - Taekwondo - Tennis - Tennis - Soft tennis - Tennis de taula - Tir - Tir amb arc - Triatló - Vela - Voleibol - Voleibol - Voleibol platja |

Esports de demostració
- Esport electrònic
- Polo de caiac

### Nacions participants

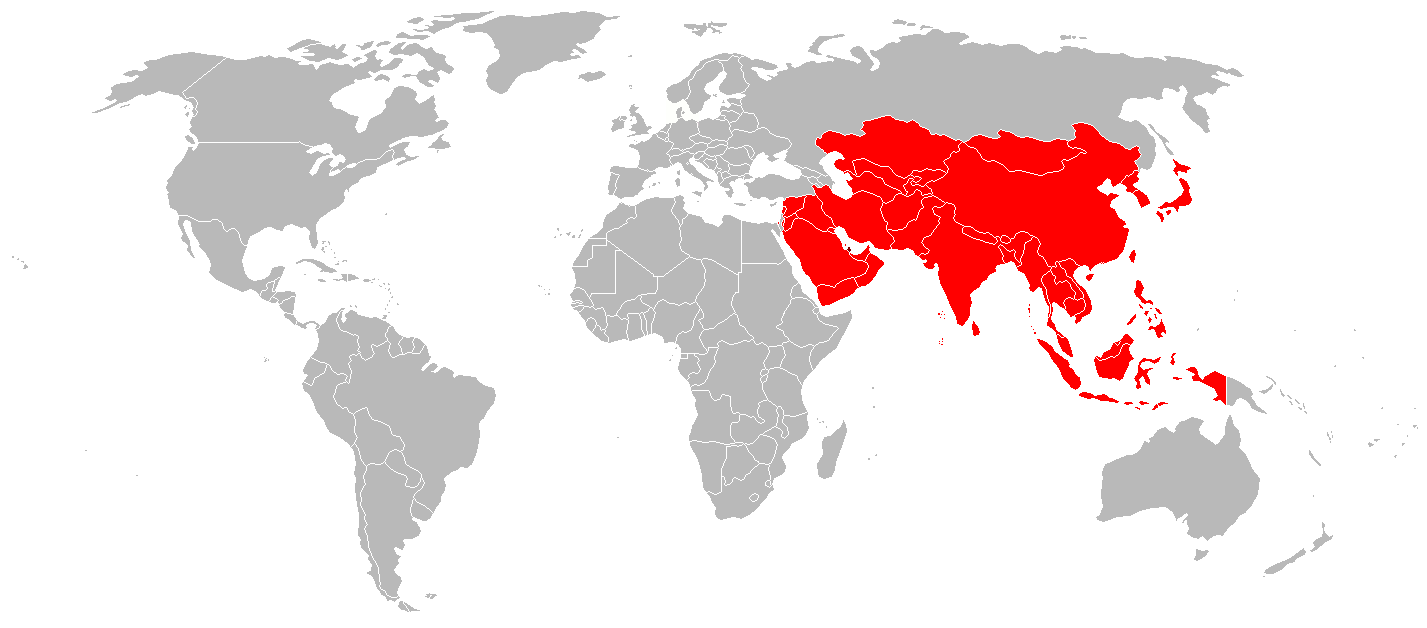
Països participats.

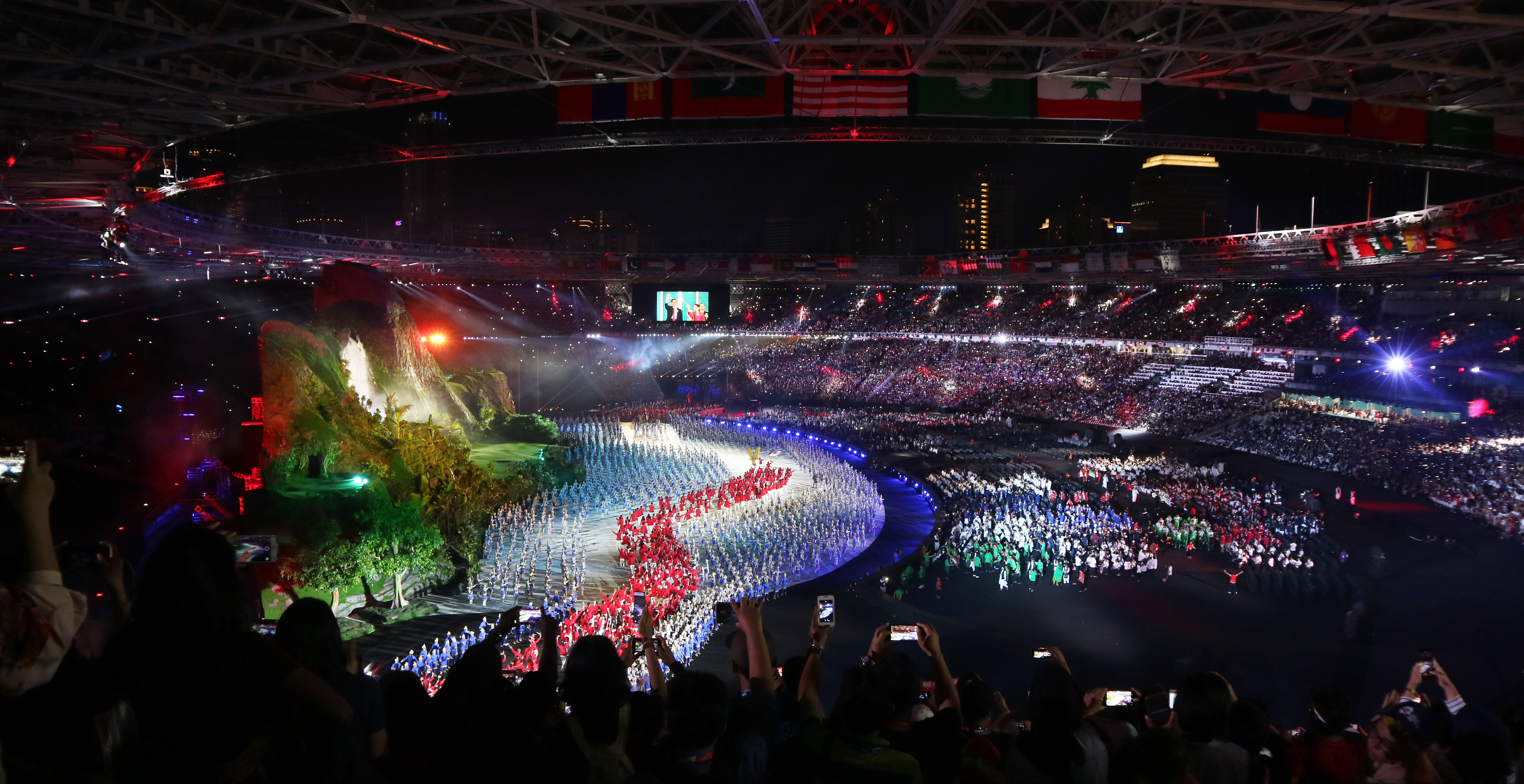
La delegació indonesia.

Els 45 comitès olímpics nacionals membres del Consell Olímpic d'Àsia van participar en els Jocs. Corea del Nord i Corea del Sud van competir com a equip unificat en alguns esdeveniments amb el nom de "Corea", com havien fet als Jocs Olímpics d'hivern de 2018, convertint-se en la 46a nació participant. Els dos països també van marxar junts sota una mateixa bandera durant les cerimònies d'obertura i clausura.
Tot i que es preveia que competissin com a atletes asiàtics independents, els kuwaitins van tenir permís per poder competir sota la seva pròpia bandera només dos dies abans de la cerimònia d'obertura.
La delegació indonesia va ser la més gran amb 938 atletes, mentre que la més petita va ser la de Brunei amb 15 atletes.
| - Afganistan - Brunei - Bangladesh - Bhutan - Brunei - Cambodja - Corea - Corea del Nord - Corea del Sud - Emirats Àrabs Units - Filipines - Hong Kong - Iemen - Índia - Indonèsia (país anfitrió) - Iran | - Iraq - Japó - Jordània - Kazakhstan - Kuwait - Kirguizstan - Laos - Líban - Macau - Malàisia - Maldives - Mongòlia - Myanmar - Nepal - Oman | - Pakistan - Palestina - Qatar - Aràbia Saudita - Singapur - Sri Lanka · - Síria - Xina Taipei - Tadjikistan - Tailàndia - Timor Oriental - Turkmenistan - Uzbekistan - Vietnam - R.P. de la Xina |

### Cerimònia de cloenda
La cerimònia de cloenda va començar el diumenge 2 de setembre de 2018 a les 7 de la tarda (UTC + 07: 00) i va acabar a les 21:25 h. El president del COI, Thomas Bach, va fer el viatge per a l'ocasió. Va ser organitzat per artistes indonesis i músics xinesos: els propers Jocs se celebraran a la Xina. La cerimònia també va estar marcada per la presència de boy bands sud-coreanes de Super Junior i iKon. L'alcalde de Hangzhou, ciutat amfitriona dels Jocs Asiàtics de 2022, va rebre la bandera dels Jocs del governador de Jakarta, Anies Baswedan, i del governador de la província de Sumatra del Sud, Alex Noerdin.

## Taula de medalles

Medalles dels jocs (equip de les Filipines).

Per desena vegada consecutiva, la Xina va liderar la classificació de les medalles. L'equip de Corea Unificada va guanyar la seva primera medalla d'or als Jocs en piragüisme. En total, 37 països van guanyar almenys una medalla, incloent almenys 29 una medalla d’or. Només 9 nacions no van guanyar cap medalla als Jocs.
| Posició | País                 | Or  | Argent | Bronze | Total |
| 1       | R.P. de la Xina      | 132 | 92     | 65     | 289   |
| 2       | Japó                 | 75  | 56     | 74     | 205   |
| 3       | Corea del Sud        | 49  | 58     | 70     | 177   |
| 4       | Indonèsia            | 31  | 24     | 43     | 98    |
| 5       | Uzbekistan           | 21  | 24     | 25     | 70    |
| 6       | Iran                 | 20  | 20     | 22     | 62    |
| 7       | República de la Xina | 17  | 16     | 31     | 67    |
| 8       | Índia                | 15  | 24     | 30     | 69    |
| 9       | Kazakhstan           | 15  | 17     | 44     | 76    |
| 10      | Corea del Nord       | 12  | 12     | 13     | 37    |
| 11      | Bahrain              | 12  | 7      | 7      | 26    |
| 12      | Tailàndia            | 11  | 16     | 46     | 73    |
| 13      | Hong Kong            | 8   | 18     | 20     | 46    |
| 14      | Malàisia             | 7   | 13     | 16     | 36    |
| 15      | Qatar                | 6   | 4      | 3      | 13    |
| 16      | Vietnam              | 4   | 16     | 18     | 38    |
| 17      | Mongòlia             | 4   | 9      | 11     | 24    |
| 18      | Singapur             | 4   | 4      | 14     | 22    |
| 19      | Filipines            | 4   | 2      | 15     | 21    |
| 20      | Emirats Àrabs Units  | 3   | 6      | 5      | 14    |